# 金田亮
金田 亮（かねだ あきら、りょう）は、日本の男性声優。主にアダルトゲームに声をあてている。

## 出演作品

### ゲーム

#### 2011年
- オメルタ～沈黙の掟～ (遠野梓)[2]

#### 2013年
- オメルタ CODE:TYCOON (遠野梓)[3]

#### 2014年
- オメルタ 〜沈黙の掟〜 THE LEGACY (遠野梓)[4]

#### 2016年
- オメルタ CODE：TYCOON 戒 (遠野梓)[5]

#### 2024年
- Velvet React (蒲葡 朔羽)[6]

### ドラマCD
- オメルタ シリーズ (遠野梓)
  - オメルタ 〜沈黙の掟〜 アニメイト限定特典「Sushi職人は誰だ」
  - オメルタ 〜沈黙の掟〜 コミコミスタジオ限定特典「海水浴でGO！」
  - オメルタ 〜沈黙の掟〜 シーガル限定特典「ボランティア活動」
  - オメルタ 〜沈黙の掟〜 ドラマCD Vol.6 劉漸編「報酬なき殺人」[7]
  - オメルタ 〜沈黙の掟〜 ドラマCD Vol.7 梓編「濡れ鼠と殺し屋」[8]
  - オメルタ CODE：TYCOON オフィシャル通販特典「裏社会あるある」
  - オメルタ CODE：TYCOON アニメイト限定特典「怪しいお兄さんに職務質問」
  - オメルタ CODE：TYCOON ステラワース限定特典「それぞれの正月」
  - オメルタ CODE：TYCOON ドラマCD Vol.1 梓編「波濤の先で待つ者」[9]
  - オメルタ 〜沈黙の掟〜 THE LEGACY 豪華版初回特典「愚痴トークバー」
  - オメルタ 〜沈黙の掟〜 THE LEGACY アニメイト限定特典「オメルタ放送局～沈黙ラジオ・ドラゴンサイド～」
  - オメルタ CODE：TYCOON 戒 初回豪華版特典「オメルタ～野獣の掟～」
  - オメルタ CODE：TYCOON 戒 公式通販特典「オメルタ学園外伝・JJアルバイト伝説」

### シチュエーションCD
- Dark Night Princess 第1弾 スノーホワイト(テオ)[10][1]

### 音楽CD
- オメルタ 〜沈黙の掟〜 ステージソング Vol.3 梓編「スラッジ・レイン」[11]

### イベント
- エピローグ・バーのクリスマス(2011年12月18日_文化学院)[12]